# Salo Wittmayer Baron
Salo Wittmayer Baron (26 de mayo de 1895, Tarnów, Reino de Galitzia y Lodomeria - 25 de noviembre de 1989, Nueva York, Estados Unidos) fue un historiador estadounidense nacido en Polonia. Baron enseñó en la Universidad de Columbia desde 1930 hasta su retiro en 1963.

## Reseña biográfica
Baron nació en Tarnów, Reino de Galitzia y Lodomeria, que entonces formaba parte del imperio austrohúngaro. La familia de Baron era culta y acomodada, parte de la aristocracia judía de Galicia. Su padre era banquero y presidente de la comunidad judía de 16.000. El primer idioma de Barón fue el polaco pero conocía muchos idiomas, incluidos yiddish, hebreo bíblico y moderno, francés y alemán. Era famoso por poder dar conferencias académicas sin notas, en cinco idiomas. Baron recibió la ordenación rabínica en el Seminario Teológico Judío de Viena en 1920 y obtuvo tres doctorados de la Universidad de Viena: en filosofía en 1917, en ciencias políticas en 1922 y en derecho en 1923. Comenzó su carrera docente en el Jewish Teachers College (Juedisches Paedagogium) en Viena en 1926 pero fue persuadido de mudarse a Nueva York para enseñar en el Instituto Judío de Religión por el rabino Stephen S. Wise en Nueva York.
Se considera que el nombramiento de Baron como profesor de Historia, Literatura e Instituciones Judías en la Universidad de Columbia en 1929 marca el comienzo de la enseñanza del campo académico de estudios judaicos en una universidad estadounidense. 
En 1933, Jeannette Meisel, estudiante de posgrado en economía, lo consultó sobre una tesis que estaba escribiendo. Se casaron en 1934 y Jeannette Baron se convirtió en colaboradora de su trabajo académico. "Él y su esposa, en su apogeo, eran una especie de sociedad", recordó Arthur Hertzberg. "Ella ayudó con cada uno de sus libros, y firmaron un par de monografías juntos"".
Después de la Segunda Guerra Mundial, Baron dirigió la Reconstrucción Cultural Judía, una organización establecida en 1947 para recolectar y distribuir propiedades judías sin herederos en las zonas de Europa ocupadas por los estadounidenses. Se distribuyeron cientos de miles de libros, archivos y objetos ceremoniales a bibliotecas y museos, principalmente en Israel y Estados Unidos.
El 24 de abril de 1961, el profesor Baron testificó en el juicio de Adolf Eichmann en Jerusalén. Baron explicó el contexto histórico del genocidio nazi contra los judíos. Explicó además que en su lugar de nacimiento, Tarnow, había 20.000 judíos antes de la guerra pero, después de Hitler, no había más de 20. Sus padres y una hermana fueron asesinados allí.
Además de su trabajo académico, Baron participó activamente en los esfuerzos organizativos para mantener y fortalecer la comunidad judía tanto antes como después de la Segunda Guerra Mundial. De 1950 a 1968, dirigió el Centro de estudios Israelíes y Judíos de la Universidad de Columbia. Recibió más de una docena de títulos honoríficos de universidades de los Estados Unidos, Europa e Israel [2] y fue elegido miembro de la Academia Estadounidense de las Artes y las Ciencias en 1964.
Murió en la ciudad de Nueva York a los 94 años. En su honor se creó la Cátedra Salo Wittmayer Baron de Historia, Cultura y Sociedad Judías de la Universidad de Columbia.

### Legado
Según Yosef Hayim Yerushalmi, Baron "fue sin duda el mayor historiador judío del siglo XX".  La obra magna de él y su esposa fue A Social and Religious History of the Jewish (Columbia University Press), que comenzó como una serie de conferencias, se convirtió en una descripción general de la historia judía en tres volúmenes publicada en 1937 y finalmente se convirtió en una Versión Revisada. El profesor Baron continuó trabajando en la serie durante toda su vida.
Baron se opuso a la "concepción lacrimosa de la historia judía", a veces identificada con Heinrich Graetz, un gran historiador judío del siglo XIX que encontró que los principales elementos de la experiencia judía a través de los siglos eran el sufrimiento y la erudición espiritual. En una entrevista de 1975, Baron dijo: "El sufrimiento es parte del destino de los judíos, pero también lo es la alegría repetida y la redención final".
El profesor Baron también se esforzó por integrar la dimensión religiosa de la historia judía en una imagen completa de la vida judía y por integrar la historia de los judíos en la historia más amplia de las eras y sociedades en las que vivieron.

## Obras literarias
- La Comunidad judía (1942)
- Judíos de los Estados Unidos, 1790–1840: una Historia Documental (1963)
- Una Historia Social y Religiosa de los Judíos (1952–1983)